# Sarancyno
Sarancyno (ros. Саранцыно) – wieś w Rosji, w rejonie mieżdurieczeńskim obwodu wołogodzkiego. W 2021 r. była niezamieszkana.